# Кировск (Лењинградска област)
Кировск (рус. Кировск) насељено је место са административним статусом града на северозападу европског дела Руске Федерације. Налази се у централном делу Лењинградске области и административно припада Кировском рејону чији је уједно и административни центар.
Према проценама националне статистичке службе за 2015. у граду је живело 25.705 становника.
Основан је тек 1931, а административни статус града носи од 1953. године. Добио је име по совјетском и руском револуционару Сергеју Кирову (1886–1934).

## Географија
Град Кировск смештен је на нешто вишој левој обали реке Неве јужно од језера Ладога и на свега 35 километара источно од Санкт Петербурга. Средиште града налази се на надморској висини од 20 метара.
Недалеко од града пролази федерални аутопут М18 Санкт Петербург—Мурманск.

## Историја
Кировск је основан као радничко насеље Невдубстрој (рус. Невдубстрой) и у њему су живели радници упослени на градњи и функционисању Дубровске термоелектране. Насеље је основано 13. јуна 1931. године, а првобитно име и насеље и електрана су добили по оближњем селу, данас варошици Невска Дубровка.
Насеље је 1943. променило име у Кировск, у част совјетског и руског револуционара Сергеја Кирова (1886—1934) који је убијен под сумњивим околностима, а чија смрт је била један од повода за покретање „Велике чистке“ у Совјетском Савезу.
Насеље носи статус службеног града од 1953. године.

## Демографија
Према подацима са пописа становништва 2010. у граду је живело 25.650 становника, док је према проценама националне статистичке службе за 2015. град имао 52.494 становника.
| 1939. | 1959.  | 1970.  | 1979.  | 1989.  | 2002.  | 2010.  | 2015.  |
| ----- | ------ | ------ | ------ | ------ | ------ | ------ | ------ |
| 8,364 | 11,059 | 12,043 | 16,985 | 23,655 | 24,361 | 25,650 | 25,705 |